# Hamerslag

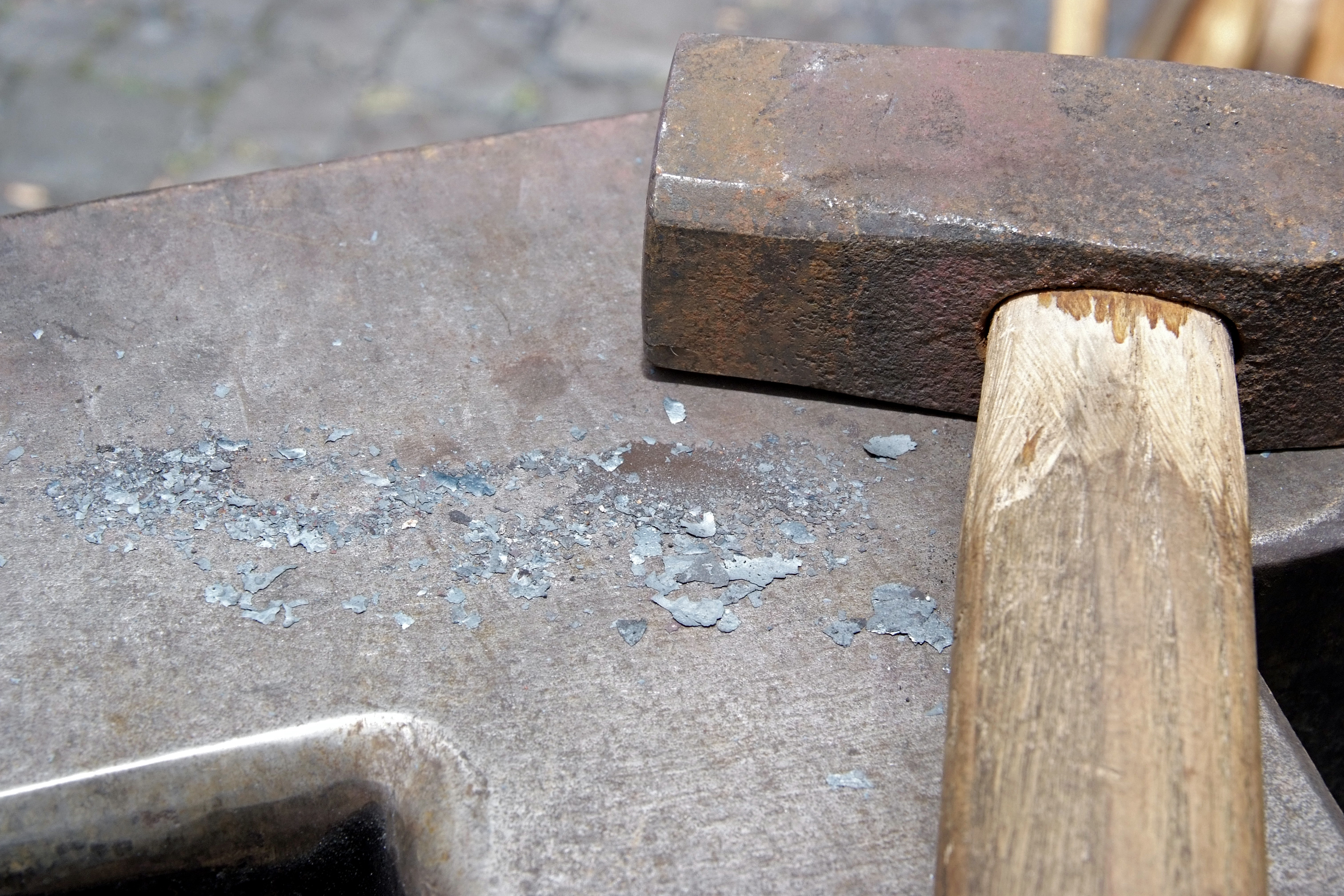
Hamerslag op een aambeeld

Hamerslag is een harde laag ijzeroxiden die ontstaat na het warm walsen van staal.
Om deze walshuid te verwijderen, worden onderdelen vaak bewust voorafgaand aan het conserveren aan de buitenlucht blootgesteld, zodat roestvorming ontstaat. Hierdoor laat de hamerslaglaag gemakkelijk los bij het zandstralen.